# Carmine Pagliuca
Carmine Pagliuca (Napoli, 1933 – Napoli, 25 gennaio 2012) è stato un compositore, pianista e direttore d'orchestra italiano.

## Biografia
Allievo di Terenzio Gargiulo, Jacopo Napoli, Renato Parodi e Giacomo Saponaro, è annoverato tra i caposcuola della tradizione compositiva napoletana. 
Parallelamente all'insegnamento presso il Conservatorio Alessandro Scarlatti di Palermo e il Conservatorio San Pietro a Majella di Napoli, si è dedicato alla composizione di musica sinfonica, corale e da camera, attingendo a un repertorio che andava dalle laudi medioevali alla musica del Novecento.
Al San Carlo, dal 1973 al 1995, ricoprì il ruolo di Direttore musicale di palcoscenico. Nel 1990 fu nominato direttore artistico del Movimento Artistico Napoletano, associazione di compositori fondata nel 1959 all'interno della sede Rai di Napoli dai Maestri Martini, Vitale, Gargiulo, Napoli.

## Opere
- Studio da concerto : per pianoforte, Milano, Curci, 1969.
- Hora de Estrellas : madrigale a 4 voci miste (su tema popolare russo), Milano, Curci, 1970.
- Orfano: lirica per soprano e pianoforte, Milano, Curci, 1971.
- Di luglio: lirica per soprano o tenore e pianoforte, Milano, Curci, 1972.
- Variazione su tema di Domenico Scarlatti: per 2 pianoforti, Milano, Curci, 1974.